# Lautaro (Cile)
Lautaro è un comune del Cile della provincia di Cautín nella Regione dell'Araucanía. Al censimento del 2002 possedeva una popolazione di 32.218 abitanti.
Deve il suo nome ad un condottiero del popolo indigeno Mapuche. Lautero combatte gli invasori Spagnoli dal 1550 al 1553. Ne riporta la storia Isabel Allende nel libro "Inés dell'anima mia".

## Società

### Evoluzione demografica
| Censimento del 1992 | Censimento del 2002 |
| 28.725 ab.          | 32.218 ab.          |